# Normen Odenthal

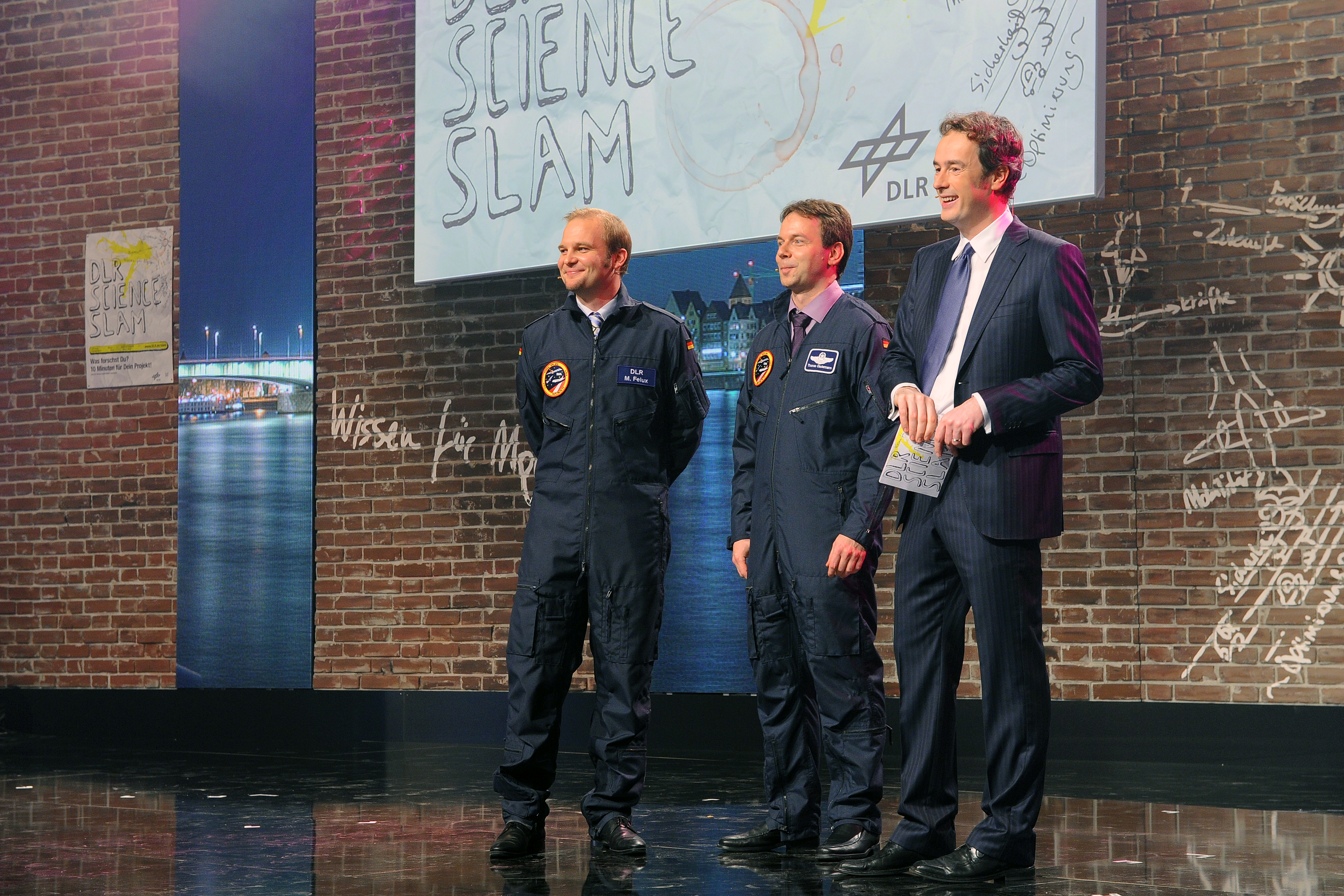
Normen Odenthal (rechts) 2012

Normen Odenthal (* 1972 in Wolfenbüttel) ist ein deutscher Journalist und Fernsehmoderator.

## Leben und Karriere
Odenthal wuchs in Ahlum auf. Nach seinem Abitur in Wolfenbüttel studierte Odenthal Politik, Publizistik und Volkswirtschaftslehre und Öffentliches Recht an der Universität Göttingen und in Bristol. Anschließend absolvierte er ein Zeitungsvolontariat und besuchte die Berliner Journalisten-Schule.
Seit 2000 arbeitet er beim ZDF, wo er zunächst für verschiedene Redaktionen in der Hauptredaktion „Außenpolitik“ zuständig war. Unter anderem moderierte er heute – in Europa und das auslandsjournal. Im Herbst 2003 wechselte er in den ZDF-Reporterpool. In dieser Zeit war er in Kriegs- und Krisengebieten und als Vertretungen der Auslands-Korrespondenten in verschiedenen ZDF-Studios tätig. Ab März 2005 arbeitete er als Moderator in der heute-Redaktion. Im April 2005 übernahm er die Moderation der Nachrichtensendung heute nacht als Nachfolger von Thorsten Schaubrenner. Übergangsweise präsentierte Odenthal von Herbst 2009 bis Frühjahr 2010 regelmäßig das ZDF-Morgenmagazin, bis dort Wulf Schmiese als neuer Hauptmoderator eingesetzt wurde. Des Weiteren fungierte er von Oktober 2010 bis Dezember 2012 als Hauptmoderator im ZDFwochen-journal, bis die Sendung eingestellt wurde. Von Juli 2007 bis 2013 moderierte Odenthal zudem sporadisch das ZDF-Mittagsmagazin als unregelmäßige Vertretung.
Neue Aufgaben erhielt Odenthal im Jahr 2014. So wechselte er im April 2014 von heute nacht zu den Nachmittags- und Wochenendausgaben der heute-Nachrichten. Von September 2016 bis August 2023 war er Leiter des ZDF-Auslandsstudios in Singapur. Seit dem 1. September 2023 leitet Odenthal das ZDF-Landesstudio Nordrhein-Westfalen in Düsseldorf.
Normen Odenthal ist verheiratet und hat zwei Kinder.

## Kritik
Odenthal geriet wegen seiner Moderationen wiederholt in die Kritik. So musste sich der ZDF-Intendant Markus Schächter bei Horst Seehofer entschuldigen, nachdem Odenthal in heute nacht auf Seehofers außereheliche Beziehung angespielt hatte.